# Ligand

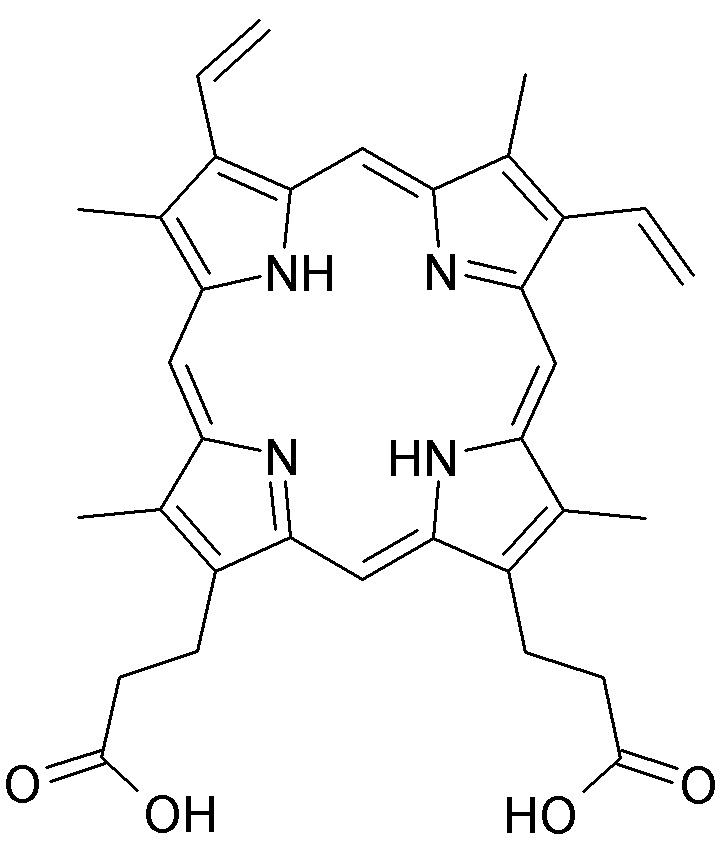
Protoporfyrine IX

Een ligand is een molecuul of een ion met een vrij elektronenpaar, dat gebruikt kan worden om een binding te vormen met een metaal of een metaalion. De metaal-ligandbinding kan worden beschreven als de interactie tussen een lewisbase en een lewiszuur. Het woord "ligand" is afgeleid van het Latijnse ligare, dat binden betekent.
In de figuur hiernaast is de structurele kern weergegeven van het tetradentaat-ligand dat voorkomt in verbindingen als hemoglobine en chlorofyl. Het vrije elektronenpaar op de centrale stikstofatomen, eventueel na afgifte van de waterstofatomen, zijn de elektronen die voor de vorming van de coördinatieverbinding of het complex zorgen. Hét voorbeeld van deze groep verbindingen is ethyleendiaminetetra-azijnzuur dat vooral bekend is onder de afkorting EDTA.
Liganden komen als onderdeel van complexe ionen of moleculen in oplossingen voor, maar zij kunnen ook in vaste stoffen ingebouwd worden. Water treedt ook vaak als ligand op, in een kristalstructuur spreekt men dan van kristalwater. Liganden kunnen worden ingedeeld op basis van het aantal beschikbare vrije elektronenparen. Men spreekt van mono-, bi-, tri-, tetra- en poly-dentaat liganden.

## Monodentaal ligand
Monodentaat of ééntandige liganden beschikken over één vrij elektronenpaar om een binding mee te vormen. Voorbeelden van deze groep liganden zijn: fluoride, chloride, bromide, jodide, cyanide, thiocyanaat, ammoniak en water. De laatste heeft op zuurstof wel twee vrije elektronenparen, maar deze zijn ruimtelijk zo georiënteerd dat ze niet samen aan hetzelfde atoom kunnen koppelen. 

## Bidentaal ligand
Bidentaat of tweetandige liganden beschikken over twee atomen met vrije elektronenparen. Deze twee atomen bevinden zich bovendien zover van elkaar in het molecuul dat bij binding aan hetzelfde atoom of ion een vier-ring, een vijfring of een zesring wordt gevormd. Voorbeelden van deze groep liganden zijn dithiocarbamaat, vormt vierringen, 1,2-diaminoethaan en glycol, beide vijfringen en acetylacetonaat dat zesringen vormt.

## Tridentaal ligand
Tridentaten, of driewaardige liganden, kunnen met bidentaten worden vergeleken, maar beschikken over drie atomen met vrije elektronenparen. PMDTA is een voorbeeld van deze groep liganden. het hiernaast weergegeven PMDTA (N,N,N',N",N"-pentamethyldi-ethyleentriamine) is een voorbeeld van deze groep liganden. Elk van de stikstofatomen heeft nog een vrij elektronenpaar.

## Tetradentaat liganden
Tetradentale liganden, liganden met vier atomen die over vrije elektronenparen beschikken, spelen zowel biologisch als technisch een belangrijke rol. Het hierboven al genoemde protoporfirine, met chlorofyl, hemo- en myoglobine als uiteindelijke producten, is daar in de biologie een belangrijk voorbeeld van. In de techniek spelen complexen op basis van salen een rol als katalysator in een aantal processen.

## Polydentaat ligand
Polydentaat, veeltandige liganden, is een groep liganden die beschikt over meerdere atomen met vrije elektronenparen. Bij binding met hetzelfde atoom ontstaan steeds 4-, 5- en 6-ringen. Hét voorbeeld van deze groep verbindingen is ethyleendiaminetetra-azijnzuur dat vooral bekend is onder de afkorting EDTA.